# تیربارچی دم

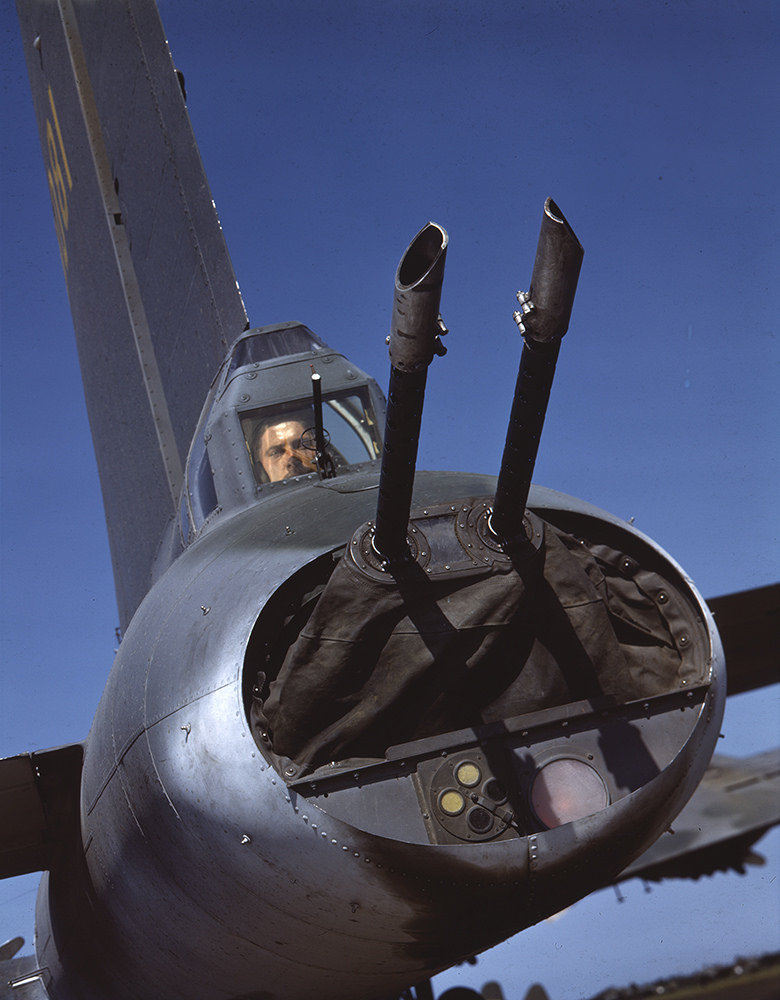
تیربارچی دم در بی-۱۷ فلایینگ فورترس، ۱۹۴۳

تیربارچی دم یا تیربارچی پشت یک خدمه در هواگردهای نظامی است که به عنوان یک تیربارچی برای دفاع در مقابل حملات جنگنده‌های دشمن از عقب عمل می‌کند. تیربارچی دم یک مسلسل چرخان را در انتهای دم، کف، سقف یا اطراف بدنه هواگرد با دید بدون مانع به سمت عقب یا اطراف به کار می‌گیرد. در حالی که نخستین تیربارچی‌های دم در جایگاهی سر باز در عقب هواگرد قرار می‌گرفتند، نمونه‌های تکامل یافته‌تر این نوع پدافند ضدهوایی، مانند بمب افکن آمریکایی بی-۵۲ استراتوفورترس، با هدایت تسلیحات از راه دور از قسمت دیگری از هواگرد به عملیات می‌پردازند.

## توضیحات کلی

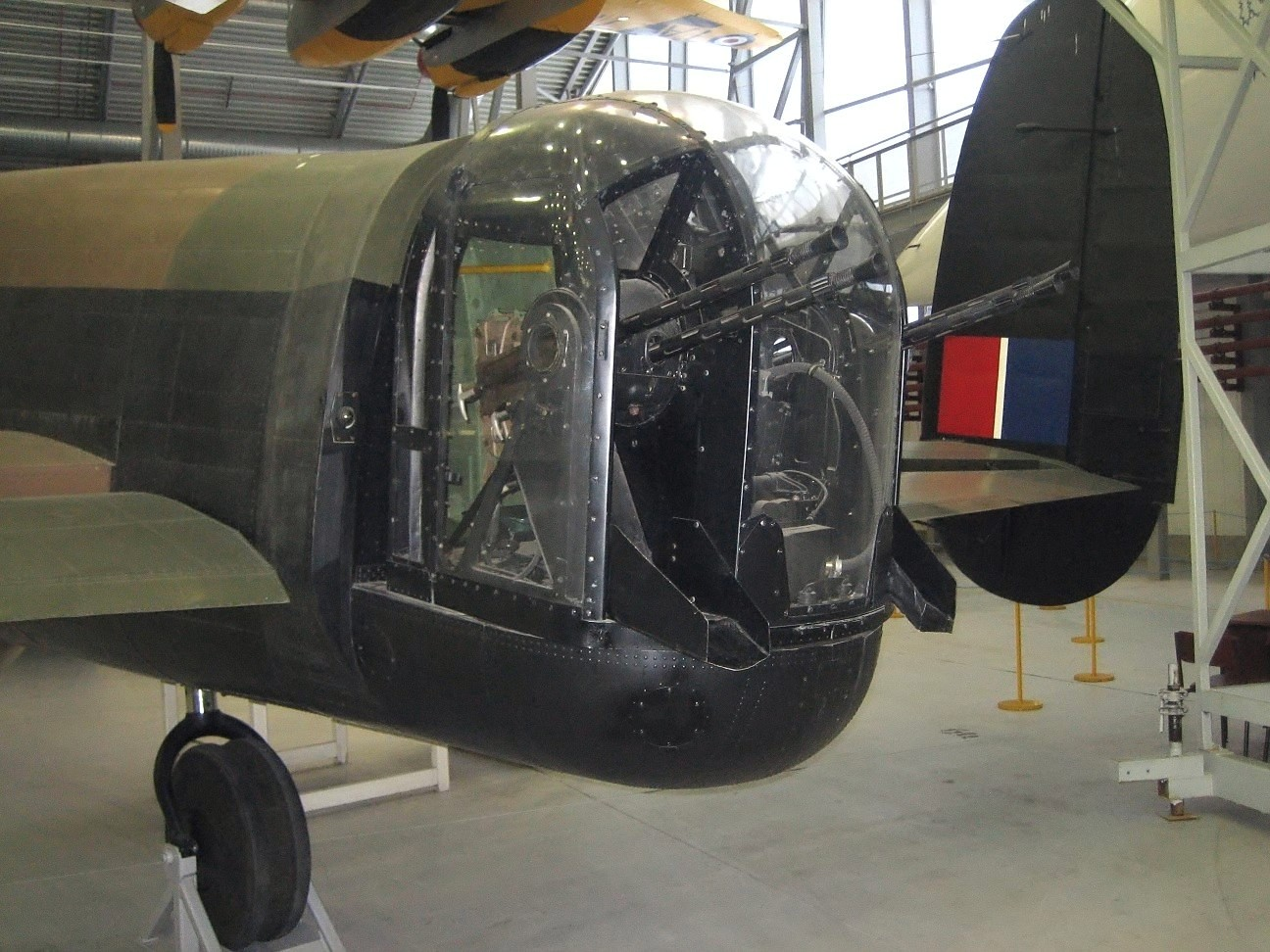
یک نوع برجک تیربارچی دم ساخته بریتانیا

تسلیحات و محل قرارگیری تیربار دم بین کشورهای مختلف متفاوت بوده‌است. در طول جنگ جهانی دوم، اکثر طرح‌های بم افکن‌های سنگین نیروهای هوایی ایالات متحده مانند بوئینگ بی-۱۷ فلایینگ فورترس و بوئینگ بی-۲۹ سوپرفورترس از یک موقعیت ثابت برای تیربارچی و یک جایگاه جدا برای تیربار استفاده می‌کردند که یک قوس تقریباً ۹۰ درجه را به سمت پشت پوشش می‌داد. این تسلیحات معمولاً دو مسلسل ۰٫۵۰ اینچی ام۲ برونینگ بودند.
در مقابل، بمب افکن‌های سنگین نیروی هوایی بریتانیا مانند آورو لانکاستر از یک برجک برقی استفاده می‌کردند که قادر به چرخش ۱۸۰ درجه ای بود و تیربارچی دم و چهار مسلسل برونینگ ۰٫۳۰۳ اینچی در آن قرار می‌گرفت. حالت مشابهی در بمب‌افکن سنگین آمریکایی بی-۲۴ لیبراتور (با دو مسلسل سنگین ۰٫۵۰ اینچی) نیز استفاده شد.
در بسیاری از هواگردهای آلمانی و ایتالیایی، از جمله در هواگردهای تهاجمی و بمب‌افکن شیرجه‌ای کوچکتر، از تیربارچی در بخش دم استفاده نمی‌شد بلکه این جایگاه در پشت اتاقک خلبان یا اطراف بدنه هواگرد تعبیه می‌گردید. بدنه هواگرد در این موقعیت‌ها بخشی از میدان دید و تیر تیربارچی را محدود می‌کرد اما امکان توزیع بهتر وزن را فراهم می‌آورد.
نقش اصلی تبربارچی دم عمدتاً هدف قرار دادن جنگنده‌های مزاحم دشمن بود. به هر حال، هنگام عملیات شبانه نخستین واکنش بمب‌افکن‌ها به جنگنده‌های مهاجم، انجام مانورهای فرار بود. در این شرایط شلیک تربارچی دم برای دفاع، در اولویت دوم قرار داشت.
در پاییز سال ۱۹۴۴، بریتانیایی‌ها شروع به به‌کارگیری بمب‌افکن‌هایی مجهز به برجک خودکار با رادارهای ۳ گیگاهرتزی نمودند. تصویری که از لوله پرتوی کاتدی رادار گرفته می‌شد بر ابزار نشانه‌گیری تیربار نقش می‌بست و به تیربارچی اجازه می‌دهد تا در تاریکی مطلق به اهداف شلیک کند و اصلاحات مربوط به افت ارتفاع گلوله پس از شلیک (به جهت جاذبه) و متحرک بودن هواگرد دشمن به‌طور خودکار محاسبه می‌شد. با توجه به فرکانس این رادارها، امکان شناسایی این هواگردها توسط هر جنگنده شبانه لوفت‌وافه که به سیستم رادار Funk-Gerät 350 Naxos مجهز بودند، وجود داشت.

## لیست هواگردهای دارای تیربارچی دم

### فرانسه
- برگه ۵۲۱ - قایق پرنده گشت دریایی

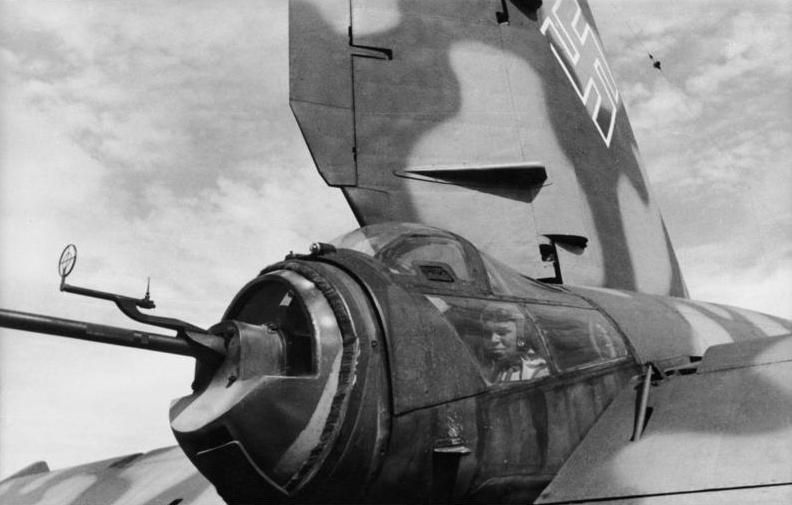
هواگرد دارای تییربارچی دم

- Blohm und Voss BV 238 - قایق پرنده
- دورنیه دو ۲۴ - قایق پرنده گشت دریایی
- Gotha Go 242 - ترابری
- یونکرس یو ۲۹۰ - گشت/ ترابری دوربرد
- هاینکل هائی ۱۷۷ - بمب‌افکن سنگین

### ژاپن

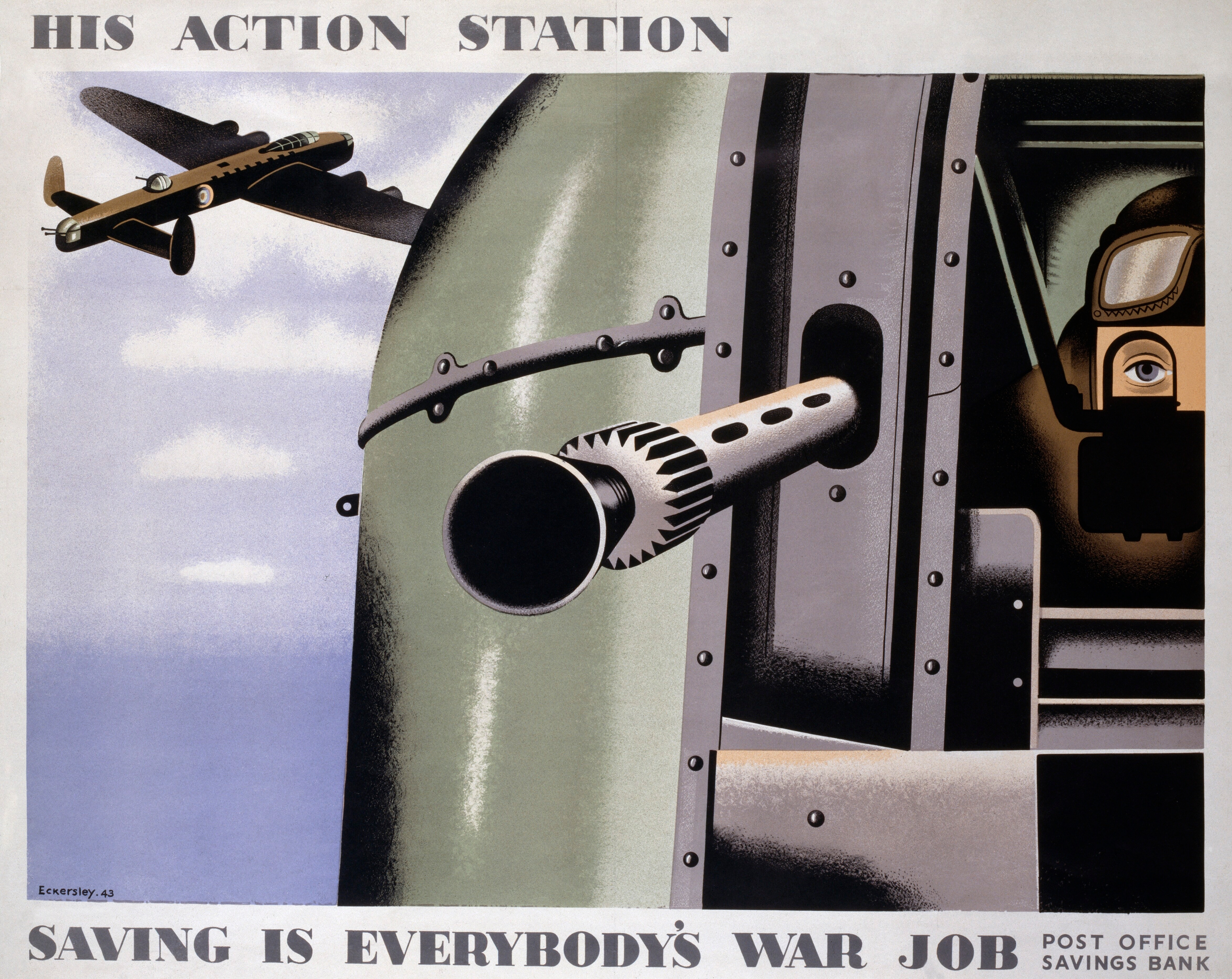
پوستر جنگ جهانی دوم بریتانیایی، تربارچیی دم آورو لانکاستر

- Kawanishi H3K - قایق پرواز گشتی
- Kawanishi H6K - قایق پرواز گشتی
- Kawanishi H8K - قایق پرواز گشت
- میتسوبیشی جی۴ام - بمب‌افکن متوسط
- میتسوبیشی کی-۶۷ - بمب‌افکن متوسط
- Nakajima G8N - بمب‌افکن سنگین
- Yokosuka H5Y - قایق پرنده گشت

### هلند
- فوکر تی.۵

### بریتانیا
- آرمسترانگ ویتورث ویتلی - بمب افکن متوسط، در ابتدا مجهز به برجک دم دستی دارای یک مسلسل لوئیس، به ترتیب افزایش به ۲ و سپس ۴ مسلسل
- آورو لانکاستر - بمب افکن سنگین، برجک دم ۴ مسلسل: برخی هواپیماهای جنگ اواخر، رادار اتوماتیک <i id="mw_Q">Village Inn را</i> دریافت کردند که هدف دیگر آنها بود و برخی دیگر دارای برجک رز بودند.
- آروو منچستر (معرفی ۱۹۴۰) - بمبی موتور دوقلو سنگین.
- بلکبرن آیریس (معرفی ۱۹۲۹) - قایق پرواز گشت. لوئیس روی یک حلقه اسکارف در دم شدید تیراندازی می‌کند
- Handley Page Halifax (معرفی ۱۹۴۰) - بمب افکن سنگین. برجک ۴ اسلحه Boulton Paul
- هندلی صفحه V / 1500 (معرفی ۱۹۱۸) - بمب افکن سنگین. لوئیس روی یک حلقه اسکارف در دم شدید تیراندازی می‌کند
- سنگاپور کوتاه (معرفی ۱۹۳۵) - قایق پرواز گشت. لوئیس روی یک حلقه اسکارف در دم شدید تیراندازی می‌کند
- Supermarine Stranraer (معرفی ۱۹۳۷) - قایق پرواز گشت
- ساندرلند کوتاه (معرفی ۱۹۳۸) - گشت دریایی و قایق پرواز مجهز به ضد زیردریایی. برجک ۴ اسلحه نش و تامپسون
- ویکرز ویرجینیا (معرفی ۱۹۲۴) - بمب افکن سنگین. لوئیس روی یک حلقه اسکارف در دم شدید تیراندازی می‌کند
- ویکرز ولینگتون - (معرفی ۱۹۳۸) بمبی متوسط با دو Browning M1919s در برجک دم
- ویکرز ویندزور (اولین پرواز ۱۹۴۳) - نمونه اولیه بمب افکن سنگین. تفنگ دم هدف موقعیت کنترل تپه‌های خاکی که توپها را بر ان قرار می‌دهند سوار Hispano در ۲۰ میلی‌متر توپ در عقب موتور nacelles.

### ایالات متحده

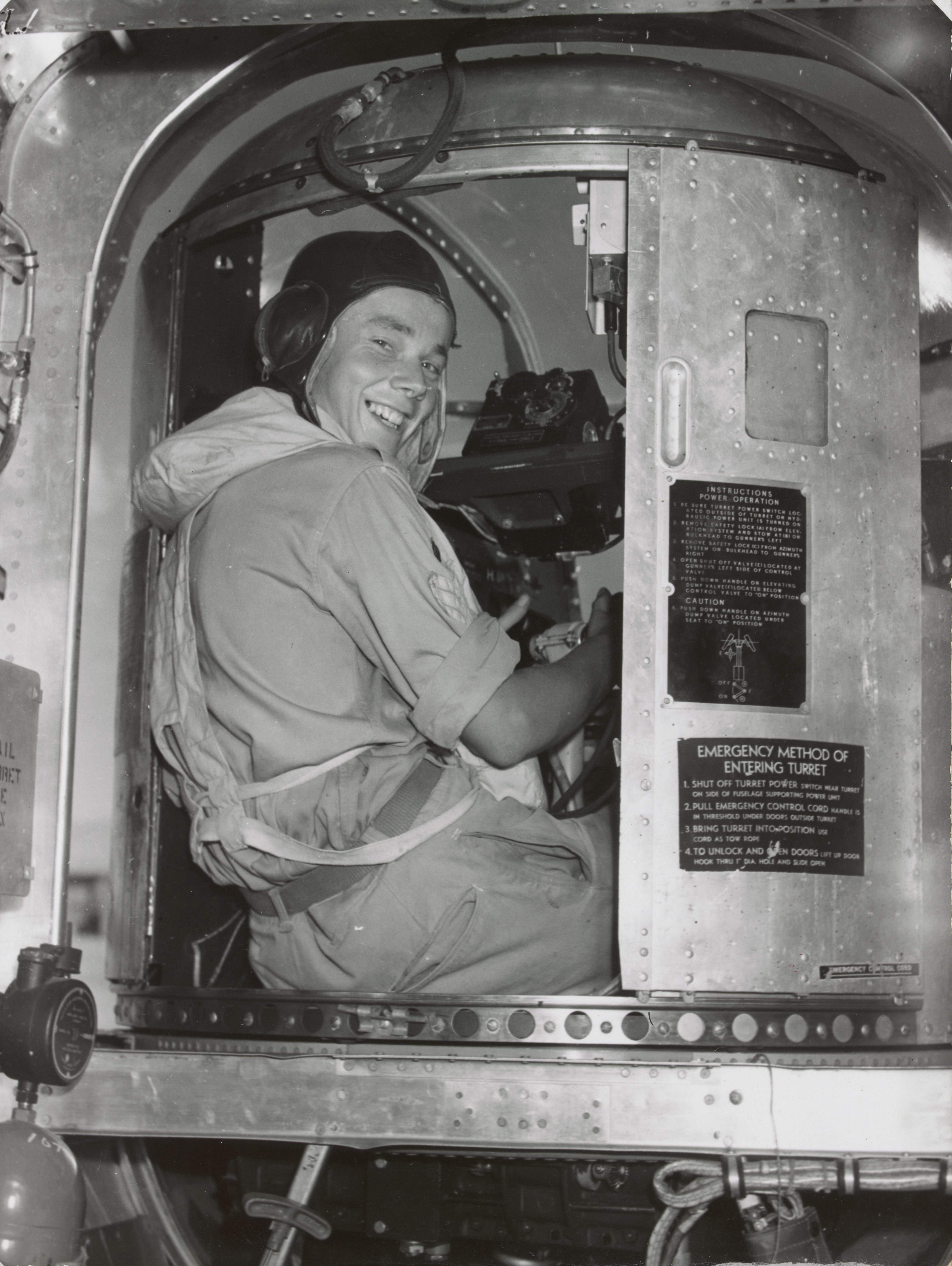
تیربارچی دم در بی-۲۴ لیبراتور

- بوئینگ بی-۱۷ فلایینگ فورترس - بمب افکن سنگین. موقعیت ضریح ثابت از نسخه B-17E به بعد
- بوئینگ بی-۲۹ سوپرفورترس - بمب افکن سنگین
- بوئینگ بی-۴۷ استراتوجت - بمب افکن سنگین جنگ سرد
- بوئینگ بی-۵۰ سوپرفورترس - بمب افکن سنگین جنگ سرد
- بوئینگ بی-۵۲ استراتوفورترس - بمب افکن سنگین جنگ سرد
- کانسالیدیتید بی-۲۴ لیبراتور - بمب افکن سنگین؛
- کانویر بی-۳۶ - بمب افکن سنگین جنگ سرد
- کانویر بی-۵۸ هاسلر - بمب مافوق صوت جنگ سرد
- داگلاس ایکس‌بی-۱۹ - بمب افکن سنگین
- داگلاس بی-۲۳ دراگون - بمب افکن متوسط؛
- مارتین بی-۲۶ مارودر - بمب افکن متوسط
- نورث امریکن بی-۲۵ میتچل - بمب افکن متوسط

### اتحاد جماهیر شوروی / روسیه
- آنتونوف ای‌ان-۱۲
- ایلیوشین-۲۸
- ایلیوشین ایل -۴۰
- ایلیوشین ایل-۱۰۲
- ایلیوشین ایل-۷۶
- میاسیشف ام -۴
- Petlyakov Pe-8
- توپولف تو-۴
- توپولف تو-۱۴
- توپولف تو-۱۶
- توپولف تو-۲۲
- توپولف تو-۲۲ام
- توپولف ۹۵ / توپولوف تی‌یو-۱۴۲